# جيني كلاك
جيني كلاك (بالإنجليزية: Jennifer Clack)‏ هي إحاثية بريطانية، ولدت في 3 نوفمبر 1947. عملت في جامعة كامبريدج وتولت أمانة متحفها. توفيت يوم 26 مارس 2020.

## وصلات خارجية
- جيني كلاك على موقع IMDb (الإنجليزية)